# Seleção Romena de Rugby Union
A Seleção Romena de Rugby Union é a equipe que representa a Romênia em competições internacionais de Rugby Union.

## Competições

### Campeonato do Mundo
| Ano  | Desempenho    | Jogos | Vitória        | Empate | Derrota                                 |
| ---- | ------------- | ----- | -------------- | ------ | --------------------------------------- |
| 1987 | Primeira fase | 3     | Zimbábue       | –      | França, Escócia                         |
| 1991 | Primeira fase | 3     | Fiji           | –      | França, Canadá                          |
| 1995 | Primeira fase | 3     | –              | –      | África do Sul, Austrália, Canadá        |
| 1999 | Primeira fase | 3     | Estados Unidos | –      | Austrália, Irlanda                      |
| 2003 | Primeira fase | 4     | Namíbia        | –      | Austrália, Irlanda, Argentina           |
| 2007 | Primeira fase | 4     | Portugal       | –      | Nova Zelândia, Escócia, Itália          |
| 2011 | Primeira fase | 4     | –              | –      | Escócia, Argentina, Inglaterra, Geórgia |
| 2015 | Primeira fase | 4     | Canadá         | –      | França, Irlanda, Itália                 |

### Torneio Europeu das Nações
| Época   | J  | V | E | D | +/-     | Pts | Pos |
| ------- | -- | - | - | - | ------- | --- | --- |
| 2000    | 4  | 4 | 0 | 0 | 120-39  | 12  | 1.º |
| 2001    | 5  | 4 | 0 | 1 | 152-143 | 13  | 2.º |
| 2001-02 | 10 | 9 | 0 | 1 | 373-148 | 28  | 1.º |
| 2003-04 | 10 | 8 | 0 | 2 | 320-123 | 26  | 2.º |
| 2005-06 | 10 | 8 | 0 | 2 | 294     | 26  | 1.º |
| 2007-08 | 10 | 6 | 0 | 4 | 144-133 | 22  | 3.º |

A Roménia participa na edição 2008-10, que permite igualmente a qualificação para o Campeonato do Mundo de 2011 na Nova Zelândia.